# Distrito de Churuja
El distrito de Churuja es uno de los doce distritos de la Provincia de Bongará, ubicado en el Departamento de Amazonas en el norte del Perú. Limita por el norte y por el este con el distrito de San Carlos; por el sur con el distrito de Valera; y por el oeste con la Provincia de Luya.
Jerárquicamente, dentro de la Iglesia Católica, pertenece a la Diócesis de Chachapoyas

## Historia
El distrito fue creado el 30 de diciembre de 1944 mediante Ley N.º 10150, en el segundo gobierno del Presidente Manuel Prado Ugarteche.

## Geografía
Abarca una extensión de 33,34 km² y tiene una población estimada mayor a 200 habitantes. 
Su capital es el centro poblado de Churuja

### Centros poblados
El distrito engloba los siguientes centros poblados:
1. Churuja
2. Velapata
3. Balcompata
4. Vista Hermosa
5. La Laguna
6. San Pedro
7. Tinta Muro
8. Santa Teresa de Zutamal

## Atractivos turísticos

### Naturales
- Laguna Curquingo,
- Catarata Aspachaca,,
- Catarata Lindapa,,

### Culturales
- Mausoleos de Aropampa, estructura cuadrada construida con piedra y barro, perteneciente a la cultura Chachapoya corresponde al periodo intermedio tardío entre los años 1100 a 1500 d. C. Ubicada a 1877 m s. n. m., está registrado como patrimonio cultural.
- Sarcófagos de Churuja,
- Sitio arqueológico Bajunta, También se puede observar las casas circulares de Bajunta, en una pequeña planicie en la cima de un cerro y con vista hacia los denominados Mausoleos de Bujunta. Construcciones circulares a base de rocas y argamasa de barro, que indican la presencia de la cultura Chachapoya en esta zona.
- Mausoleos de Bajunta, donde se aprecian estructuras funerarias que están ubicadas en una zona inaccesible en lo alto de una repisa natural.En todo el lugar se pueden apreciar algunos vestigios de pequeños muros hechos con barro y decorados con pintura color rojo ocre, además, pinturas rupestres con figuras antropomorfas y zoomorfas. Existen también 2 pequeñas cuevas que se unen en el interior por una minúscula cavidad, donde hay indicios de haber sido usadas como zona de entierros.
- Pintura ruprestre la Doncella,
- Pintura ruprestre Bajunta, donde han representado escenas cotidianas de los antiguos Chachapoya. Se pueden apreciar figuras antropomorfas y zoomorfas, además de figuras geométricas, todos distribuidos en lo alto de una peñay a lo largo de 100 m. Estas pinturas pertenecen al periodo intermedio tardío entre los años 1000 a 1500 d. C.. Los colores usados en las figuras son: amarillo ocre, rojo ocre y blanco. Existe una parte principal donde hay una acumulación de pinturas en un espacio de 10 m de ancho y serían los mejor conservados.

## Autoridades

### Municipales
- 2019 - 2022[3]
  - Alcalde: Geiner Espinoza Meza, del Movimiento Regional Fuerza Amazonense.
  - Regidores:

  1. Deisy Mego Llaja (Movimiento Regional Fuerza Amazonense)
  2. Amilcar Chuecha Cuchca (Movimiento Regional Fuerza Amazonense)
  3. Vilma Merino Zavaleta (Movimiento Regional Fuerza Amazonense)
  4. Ángel Segundo Sabedra Zuta (Movimiento Regional Fuerza Amazonense)
  5. Juana Castañeda Tuesta (Movimiento Independiente Surge Amazonas)

## Festividades
- Junio: San Juan.
- Septiembre: Fiesta Patronal: Santo Patrón San Miguel Arcángel